# Ă̤
Cette page contient des caractères spéciaux ou non latins. S’ils s’affichent mal (▯, ?, etc.), consultez la page d’aide Unicode.
Ă̤ (minuscule : ă̤), appelé A tréma souscrit brève, est un graphème et une lettre additionnelle de l’alphabet latin utilisée dans l’écriture du minbei et du mindong. Elle est composée d’un A, d’un tréma souscrit et d’une brève.

## Représentations informatiques
Le A tréma souscrit brève peut être représenté avec les caractères Unicode suivants : 
- composé et normalisé NFC (latin étendu A, diacritiques)[1],[2] :

| formes    | représentations | chaînes de caractères | points de code | descriptions                                               |
| --------- | --------------- | --------------------- | -------------- | ---------------------------------------------------------- |
| capitale  | Ă̤               | Ă◌̤                    | U+0102 U+0324  | lettre majuscule latine a brève diacritique tréma souscrit |
| minuscule | ă̤               | ă◌̤                    | U+0103 U+0324  | lettre minuscule latine a brève diacritique tréma souscrit |

- décomposé et normalisé NFD (latin de base, diacritiques) :

| formes    | représentations | chaînes de caractères | points de code       | descriptions                                                    |
| --------- | --------------- | --------------------- | -------------------- | --------------------------------------------------------------- |
| capitale  | Ă̤               | A◌̤◌̆                   | U+0041 U+0324 U+0306 | lettre majuscule a diacritique tréma souscrit diacritique brève |
| minuscule | ă̤               | a◌̤◌̆                   | U+0061 U+0324 U+0306 | lettre minuscule a diacritique tréma souscrit diacritique brève |